# Maddison Elliott
Maddison Gae Elliott (Newcastle, New South Wales, 3 novembre 1998) è una nuotatrice australiana, alle Paralimpiadi estive del 2012 a Londra, è diventata la più giovane medaglia paralimpica australiana vincendo medaglie di bronzo nei 400 me 100 m stile libero S8 femminili. È poi diventata la più giovane medaglia d'oro australiana quando faceva parte della squadra femminile di staffetta 4 × 100 m stile libero da 34 punti. Alle Paralimpiadi di Rio 2016 ha vinto tre medaglie d'oro e due d'argento..

## Biografia
Maddison Gae Elliott è nata il 3 novembre 1998 a Newcastle, nel Nuovo Galles del Sud. Ha una paralisi cerebrale del lato destro a seguito di un ictus neonatale e le è stata diagnosticata la condizione quando aveva quattro anni. Oltre al nuoto, ha praticato atletica leggera.

## Carriera
Elliott comincia a gareggiare come nuotatrice classificata S8.
È membro del Nuswim Swimming Club, ha iniziato a nuotare quando aveva sei mesi, e ha iniziato la carriera agonistica nel 2009. Ha fatto il suo debutto in nazionale quello stesso anno ai Giochi Paralimpici Giovanili, dove ha vinto cinque medaglie d'oro.
Ha rappresentato l'Australia ai Campionati Paralimpici dell'Oceania del 2011 e più tardi quell'anno ha gareggiato ai Campionati australiani di nuoto per età multiclasse ospitati a Canberra. In quell'evento vinse una medaglia di bronzo, cinque d'argento e tre d'oro. È stata selezionata per rappresentare l'Australia alle Paralimpiadi estive del 2012 a Londra nel nuoto.
Il 31 agosto 2012 al London Aquatics Centre, Elliott ha ridotto di 23 secondi il suo miglior tempo personale per vincere una medaglia di bronzo nei 400 m stile libero S8. Ha continuato a vincere l'argento nei 50 m stile libero S8, il bronzo nei 100 m stile libero S8 e l'oro nella staffetta 4x100 m stile libero femminile - 34 punti. Divenne così, all'età di 13 anni, la più giovane australiana a vincere una medaglia paralimpica, superando Anne Currie, o una medaglia d'oro, un record precedentemente detenuto da Elizabeth Edmondson. Successivamente, ha incontrato il principe Harry e gli ha regalato una Lizzie, la lucertola dal collo arricciato, la mascotte del Comitato Paralimpico australiano e delle squadre paralimpiche australiane. Ciò ha portato lo chef de mission australiano, Jason Hellwig, a presentare ufficialmente Lizzie al presidente del Comitato organizzatore dei Giochi Olimpici e Paralimpici di Londra (LOCOG), Lord Coe, che gli ha dato in cambio un Mandeville.
Nel novembre 2012, Elliott e Rheed McCracken, i membri più giovani della squadra paralimpica del 2012, sono stati nominati insieme Atleta paralimpico junior dell'anno. Ha vinto medaglie d'oro negli eventi femminili di 50 me 100 m stile libero S8 e una medaglia d'argento nei 400 m stile libero femminile S8 ai Campionati mondiali di nuoto IPC dell'agosto 2013 a Montreal, Canada, e ha ricevuto una medaglia dell'Ordine dell'Australia nell'Australia Day Honours 2014 "per il servizio reso allo sport come medaglia d'oro ai Giochi Paralimpici di Londra 2012".
Elliott ha vinto una medaglia d'oro ai Giochi del Commonwealth 2014 a Glasgow nei 100 m stile libero S8 femminili con un tempo record mondiale di 1: 05.32, battendo il record stabilito da Jessica Long nel 2012.
Ai Campionati mondiali di nuoto IPC 2015, Elliott ha vinto le medaglie d'oro nei 50 m stile libero femminile S8, nei 100 m stile libero femminile S8 con un tempo record mondiale di 1.04.71, nei 100 m dorso femminile S8 e nella staffetta 4 × 100 m stile libero femminile 34. punti, medaglie d'argento nei 400 m stile libero femminile S8 e nella staffetta 4 × 100 m mista femminile 34 punti e una medaglia di bronzo nei 100 m farfalla femminile S8.
Il suo successo ai Campionati mondiali IPC l'ha portata a essere premiata come nuotatrice paralimpica dell'anno 2015 di Swimming Australia. Nel novembre 2015, è stata insignita del premio di Atleta regionale dell'anno del New South Wales Institute of Sport.
Alle Paralimpiadi di Rio 2016, è stata un membro della squadra che ha vinto l'oro a tempo di record mondiale nella staffetta 4 x 100 stile libero 34 punti, insieme a Ellie Cole, Lakeisha Patterson e Ashleigh McConnell. Ha vinto la sua prima medaglia d'oro paralimpica individuale vincendo i 100 metri stile libero S8 con un tempo record paralimpico di 1: 04.73, seguito dall'oro nei 50 metri stile libero S8 con un tempo record mondiale di 29.73. Inoltre, ha vinto medaglie d'argento nei 100 metri dorso S8 e nella staffetta 4 x 100 mista 34 punti. Dopo il successo di Elliot alle Paralimpiadi di Rio 2016, all'inizio di dicembre è stata incoronata Atleta femminile paralimpica australiana dell'anno, aggiungendosi alla sua impressionante lista di riconoscimenti.
Nel 2017, Elliott è stato riclassificato in S9 e successivamente non è stato selezionato nelle squadre australiane ai Giochi del Commonwealth del 2018 e ai Campionati mondiali di nuoto paralimpico. Nel 2019, Elliott ha riferito di essere stata vittima di cyberbullismo a causa di problemi di classificazione.

## Riconoscimenti
- 2012 – Atleta junior paralimpico australiano dell'anno
- 2014 – Medaglia dell'Ordine dell'Australia
- 2015 – Nuotatrice paralimpica dell'anno agli Swimming Australia Awards
- 2015 – Atleta regionale dell'anno del NSWIS
- 2015 – Atleta dell'anno con disabilità del NSW
- 2016 – Nuotatrice paralimpica dell'anno agli Swimming Australia Awards
- 2016 – Atleta femminile dell'anno del NSWIS, Atleta regionale dell'anno del NSWIS, Atleta junior dell'anno del NSWIS
- 2016 – Atleta femminile paralimpica australiana dell'anno[2]